# Sycorax (geslacht)
Sycorax is een muggengeslacht uit de familie van de motmuggen (Psychodidae).

## Soorten
- S. alpina Vaillant, 1978
- S. bicornua Krek, 1970
- S. feuerborni Jung, 1954
- S. goutneri Jezek, 1990
- S. silacea Haliday, 1839
- S. similis (Muller, 1927)
- S. slovacus Halgos, 1975
- S. tonnoiri Jung, 1954
- S. trifida Krek, 1970